# رودینگهاوزن
رودینگهاوزن (به آلمانی: Rödinghausen) یک شهر در آلمان است که در هرفورد واقع شده‌است. رودینگهاوزن ۹٬۹۵۵ نفر جمعیت دارد.